# نقص فيتامين إي
نقص فيتامين إي (بالإنجليزية: Vitamin E deficiency) هو نقص فيتامين إي. هذا النقص يسبب مشاكل في الأعصاب بسبب ضعف التوصيل من النبضات الكهربائية على طول الأعصاب بسبب التغيرات في بنية الغشاء العصبي ووظيفته.

## العلامات والأعراض
تشمل علامات نقص فيتامين إي ما يلي:
- المشاكل العصبية العضلية: مثل رنح نخاعي مخيخي واعتلال عضلي.[1]
- المشاكل العصبية: وتشمل الرتة، وغياب ردود الفعل الوترية العميقة، وفقدان الإحساس الاهتزازي و استقبال الحس العميق، وإيجابية منعكس باطن القدم.[1]
- فقر الدم: بسبب اعتلال الأكسدة لخلايا الدم الحمراء.[1]
- اعتلال الشبكية.[2][3][4]
- انخفاض الاستجابة المناعية.[2][3][4]
- هناك أيضا بعض الأدلة المختبرية أن نقص فيتامين E يمكن أن يسبب العقم عند الذكور.[1]

## العلاج
يتلخص علاج نقص فيتامين إي في كونه شكل من أشكال مكملات فيتامين إي.